# 100% (emisiune TV)
100% este o emisiune de televiziune realizată de jurnalistul Robert Turcescu.
A fost difuzată pe postul Realitatea TV încă din anul 2003, și a fost transmisă în peste 2.000 de ediții.
De fiecare dată, producția a reușit să depășească ratingul mediu al postului (aproximativ 1% rating).
Unul dintre cazurile în care emisiunea a atins un vârf al audienței, mai exact 7% rating, a fost atunci când Robert Turcescu a avut-o invitată în platou pe Lia Roberts, fostă candidată la președinție în 2004.
Și prezența Teodorei Trandafir, imediat după demisia din Pro TV, a adus postului peste 6 puncte de rating.

Începând cu 2020 emisiunea 100% este difuzată de postul de televiziune Realitatea Plus